# Park Min-Woo
Park Min-Woo (em coreano: 박민우) é um ator sul-coreano. Sua estreia oficial foi na atuação com seu papel coadjuvante na serie de comedia romântica Flower Boy Ramen Shop (2011). Em seguida apareceu em outras dramas televisivas Need a Fairy (2012) e  Play Guide (2013).
Park é também um dos membros do elenco do reality show Roommate , que começou a ser exibida em 2014.

## Filmografia

### Series de televisão
| Ano  | Título                                    | Personagem        | Emissora |
| ---- | ----------------------------------------- | ----------------- | -------- |
| 2011 | My Princess                               | Figurante         | MBC      |
| 2011 | Flower Boy Ramen Shop                     | Kim Ba-wool       | tvN      |
| 2012 | I Need a Fairy                            | Cha Kook-min      | KBS2     |
| 2013 | Play Guide                                | Park Min-woo      | tvN      |
| 2013 | The Virus                                 | Bong Sun-dong     | OCN      |
| 2013 | Scandal: A Shocking and Wrongful Incident | Batman            | MBC      |
| 2014 | Can We Love?                              | Choi Yoon-seok    | jTBC     |
| 2014 | Flower Grandpa Investigation Unit         | young Han Won-bin | tvN      |
| 2014 | Modern Farmer                             | Kang Hyeok        | SBS      |

### Programas
| Ano       | Título    | Emissora | Nota             |
| --------- | --------- | -------- | ---------------- |
| 2012      | Style Log | OnStyle  |                  |
| 2014-2015 | Roommate  | SBS      | Membro do elenco |

### Videos clips
| Ano  | Música       | Cantor      |
| ---- | ------------ | ----------- |
| 2010 | "Going Home" | Kim Yoon-ah |
| 2014 | "Day 1"      | K.Will      |